# ماثيو سيتل
ماثيو سيتل (بالإنجليزية: Matthew Settle)‏ هو ممثل أمريكي، ولد في 17 سبتمبر 1969 في الولايات المتحدة.

## أعمال

### أفلام
- (1999) لانسكاي
- (2000) يو - 571[6]
- (2012) متخفية للغاية
- (2014) ويجا[7][8]

### مسلسلات
- الاخوة والاخوات
- ميامي
- فتاة النميمة

## وصلات خارجية
- ماثيو سيتل على موقع IMDb (الإنجليزية)
- ماثيو سيتل على موقع ألو سيني (الفرنسية)
- ماثيو سيتل على موقع أول موفي (الإنجليزية)
- ماثيو سيتل على موقع قاعدة بيانات برودواي على الإنترنت (الإنجليزية)
- ماثيو سيتل على موقع قاعدة بيانات الأفلام السويدية (السويدية)
- ماثيو سيتل على موقع إن إن دي بي (الإنجليزية)
- ماثيو سيتل على موقع قاعدة بيانات الفيلم (الإنجليزية)
- ماثيو سيتل على موقع كينوبويسك (الروسية)